# Lomatium
Lomatium is een geslacht uit de schermbloemenfamilie (Apiaceae). De soorten komen voor van West- en Centraal-Canada tot in Noordwest-Mexico.

## Soorten
- Lomatium ambiguum (Nutt.) J.M.Coult. & Rose
- Lomatium andrusianum M.Stevens & Mansfield
- Lomatium anomalum M.E.Jones ex J.M.Coult. & Rose
- Lomatium attenuatum Evert
- Lomatium austiniae (J.M.Coult. & Rose) J.M.Coult. & Rose
- Lomatium bentonitum K.M.Carlson & Mansfield
- Lomatium bicolor (S.Watson) J.M.Coult. & Rose
- Lomatium bradshawii (Rose) Mathias & Constance
- Lomatium brandegeei (J.M.Coult. & Rose) J.F.Macbr.
- Lomatium brunsfeldianum Kemper & R.P.McNeill
- Lomatium californicum (Nutt.) Mathias & Constance
- Lomatium canbyi (J.M.Coult. & Rose) J.M.Coult. & Rose
- Lomatium caruifolium (Hook. & Arn.) J.M.Coult. & Rose
- Lomatium ciliolatum Jeps.
- Lomatium columbianum Mathias & Constance
- Lomatium congdonii J.M.Coult. & Rose
- Lomatium cookii Kagan
- Lomatium cous (S.Watson) J.M.Coult. & Rose
- Lomatium cusickii (S.Watson) J.M.Coult. & Rose
- Lomatium cuspidatum Mathias & Constance
- Lomatium dasycarpum (Torr. & A.Gray) J.M.Coult. & Rose
- Lomatium depauperatum (M.E.Jones) J.A.Alexander & Whaley
- Lomatium dissectum (Nutt.) Mathias & Constance
- Lomatium donnellii (J.M.Coult. & Rose) J.M.Coult. & Rose
- Lomatium eastwoodiae (J.M.Coult. & Rose) J.F.Macbr.
- Lomatium engelmannii Mathias
- Lomatium erythrocarpum Meinke & Constance
- Lomatium farinosum (Geyer) J.M.Coult. & Rose
- Lomatium filicinum (M.E.Jones) Mansfield & M.Stevens
- Lomatium foeniculaceum (Nutt.) J.M.Coult. & Rose
- Lomatium fusiformis (S.Watson) J.F.Sm. & Mansfield
- Lomatium geyeri (S.Watson) J.M.Coult. & Rose
- Lomatium gormanii (Howell) J.M.Coult. & Rose
- Lomatium graveolens (S.Watson) Dorn & R.L.Hartm.
- Lomatium grayi (J.M.Coult. & Rose) J.M.Coult. & Rose
- Lomatium greenmanii Mathias
- Lomatium hallii (S.Watson) J.M.Coult. & Rose
- Lomatium hendersonii (J.M.Coult. & Rose) J.M.Coult. & Rose
- Lomatium hooveri (Mathias & Constance) Constance & B.Ertter
- Lomatium howellii (S.Watson) Jeps.
- Lomatium idahoense Mathias & Constance
- Lomatium insulare (Eastw.) Munz
- Lomatium junceum Barneby & N.H.Holmgren
- Lomatium juniperinum (M.E.Jones) J.M.Coult. & Rose
- Lomatium klickitatense J.A.Alexander & Whaley
- Lomatium knokei Darrach
- Lomatium kogholiini K.M.Mason & Willie
- Lomatium laevigatum J.M.Coult. & Rose
- Lomatium latilobum (Rydb.) Mathias
- Lomatium linearifolium (S.Watson) J.F.Sm. & Mansfield
- Lomatium lithosolamans J.F.Sm. & M.A.Feist
- Lomatium lucidum (Nutt.) Jeps.
- Lomatium macrocarpum (Nutt. ex Torr. & A.Gray) J.M.Coult. & Rose
- Lomatium marginatum (Benth.) J.M.Coult. & Rose
- Lomatium martindalei (J.M.Coult. & Rose) J.M.Coult. & Rose
- Lomatium minimum (Mathias) Mathias
- Lomatium minus (Rose ex Howell) Mathias & Constance
- Lomatium mohavense (J.M.Coult. & Rose) J.M.Coult. & Rose
- Lomatium multifidum (Nutt.) R.P.McNeill & Darrach
- Lomatium nevadense (S.Watson) J.M.Coult. & Rose
- Lomatium nudicaule (Nutt.) J.M.Coult. & Rose
- Lomatium nuttallii (A.Gray) J.F.Macbr.
- Lomatium observatorium Constance & B.Ertter
- Lomatium ochocense Helliwell & Constance
- Lomatium oreganum (J.M.Coult. & Rose) J.M.Coult. & Rose
- Lomatium orientale J.M.Coult. & Rose
- Lomatium papilioniferum J.A.Alexander & Whaley
- Lomatium parryi (S.Watson) J.F.Macbr.
- Lomatium parvifolium (Hook. & Arn.) Jeps.
- Lomatium pastorale Darrach & D.H.Wagner
- Lomatium peckianum Mathias & Constance
- Lomatium piperi J.M.Coult. & Rose
- Lomatium planosum (Osterh.) Mansfield & S.R.Downie
- Lomatium quintuplex Schlessman & Constance
- Lomatium ravenii Mathias & Constance
- Lomatium repostum (Jeps.) Mathias
- Lomatium rigidum (M.E.Jones) Jeps.
- Lomatium rollinsii Mathias & Constance
- Lomatium roneorum Darrach
- Lomatium roseanum Cronquist
- Lomatium salmoniflorum (J.M.Coult. & Rose) Mathias & Constance
- Lomatium sandbergii (J.M.Coult. & Rose) J.M.Coult. & Rose
- Lomatium scabrum (J.M.Coult. & Rose) Mathias
- Lomatium serpentinum (M.E.Jones) Mathias
- Lomatium shevockii R.L.Hartm. & Constance
- Lomatium simplex (Nutt. ex S.Watson) J.F.Macbr.
- Lomatium stebbinsii Schlessman & Constance
- Lomatium suksdorfii (S.Watson) J.M.Coult. & Rose
- Lomatium swingerae R.P.McNeill
- Lomatium tamanitchii Darrach & Thie
- Lomatium tarantuloides Darrach & Hinchliff
- Lomatium tenuissimum (Geyer ex Hook.) M.A.Feist & G.M.Plunkett
- Lomatium thompsonii (Mathias) Cronquist
- Lomatium torreyi (J.M.Coult. & Rose) J.M.Coult. & Rose
- Lomatium tracyi Mathias & Constance
- Lomatium triternatum (Pursh) J.M.Coult. & Rose
- Lomatium tuberosum Hoover
- Lomatium utriculatum (Nutt.) J.M.Coult. & Rose
- Lomatium vaginatum J.M.Coult. & Rose
- Lomatium watsonii (J.M.Coult. & Rose) J.M.Coult. & Rose

... · 
Aciphylla · 
Actinotus · 
Aegopodium · 
Aethusa · 
Ammi (Akkerscherm) · 
Anethum · 
Angelica (Engelwortel) · 
Anisotome · 
Anthriscus (Kervel) · 
Apium (Moerasscherm) · 
Artedia · 
Astrantia (Sterrenscherm) · 
Athamanta · 
Azorella · 
Berula · 
Bifora · 
Bunium · 
Bupleurum (Goudscherm) · 
Carum (Karwij) · 
Caucalis · 
Chaerophyllum (Ribzaad) · 
Cicuta · 
Conium · 
Conopodium · 
Coriandrum · 
Crithmum · 
Cuminum · 
Daucus · 
Eryngium (Kruisdistel) · 
Falcaria · 
Ferula · 
Foeniculum · 
Heracleum (Berenklauw) · 
Levisticum · 
Myrrhis · 
Oenanthe (Torkruid) · 
Orlaya · 
Pastinaca (Pastinaak) · 
Petroselinum (Peterselie) · 
Peucedanum (Varkenskervel) · 
Pimpinella (Bevernel) · 
Pycnocycla ·
Sanicula · 
Scandix · 
Selinum · 
Silaum · 
Sium · 
Smyrnium (Zwarte kervel) · 
Steganotaenia · 
Thapsia · 
Thaspium · 
Thecocarpus · 
Tiedemannia · 
Tilingia · 
Torilis (Doornzaad) · 
Xanthosia · 
...